# 505 Games
505 Games S.r.l. es una compañía editora de videojuegos la cual fue fundada en el año 2006, además de ser una filial de Digital Bros. Personajes clave en la empresa son Rami y Raffi Galante o Ian Howe.
Esta compañía ha participado en videojuegos para las principales compañías de la industria, tales como Microsoft, Nintendo o Sony. A principios de 2016, 505 Games anunció que pasarían de publicar videojuegos para otras compañías a desarrollar ellos mismos sus propiedades.
505 Games ha participado como editora en destacados videojuegos como Payday 2, Sniper Elite III, Terraria, Rocket League, Indivisible (videojuego) o Brothers: A Tale of Two Sons entre otros.

## Proyectos
Lista completa de videojuegos en los que ha participado 505 Games (en inglés).